# Centro Espacial de Canarias
El Centro Espacial de Canarias es un centro español de seguimiento de satélites dependiente del Instituto Nacional de Técnica Aeroespacial (INTA) y operado conjuntamente con Ingeniería de Sistemas para la Defensa de España (ISDEFE). Está ubicado en el municipio de San Bartolomé de Tirajana, en la isla de Gran Canaria, a pocos kilómetros del enclave turístico de Maspalomas. 

## Historia
Originalmente la responsabilidad de este complejo estuvo en manos de la agencia espacial estadounidense NASA, que puso en marcha la estación a principios de los años 1960 tras la firma de un acuerdo con el gobierno español el 18 de marzo de 1960, quedando completada en enero de 1961. Las pruebas iniciales se realizaron con el lanzamiento y seguimiento del satélite Explorer 9 el 16 de febrero de 1961 y el primer seguimiento operacional tuvo lugar durante la misión no tripulada Mercury-Atlas 4 el 13 de septiembre de ese mismo año.
La estación también participó en el seguimiento de misiones del programa Gemini y posteriormente en el de las misiones del Programa Apolo, tras algunas modificaciones y el traslado del centro a una nueva localización a 4 km del emplazamiento original. Más tarde fue usado durante las misiones tripuladas a la estación espacial Skylab y en el seguimiento de satélites artificiales. La estación fue cerrada definitivamente por la NASA el 31 de agosto de 1975 y reabierta por el INTA en 1979 para el seguimiento de los satélites Nimbus 7 y Seasat por encargo de la ESA.

## Actividad
La actividad principal de la estación consiste en el seguimiento y recepción de datos de satélites, como la misión Cluster II, así como de otras misiones y satélites de diferentes agencias y organizaciones, como la NASA, la ESA, la JAXA y otras. Estas instalaciones también forman parte del proyecto Cospas-Sarsat para la detección de señales de socorro de buques, aeronaves o personas.
La estación cuenta, entre otros equipos, con una antena de 15 metros de diámetro con capacidad para recibir en banda S y banda X.